# Pelourinho de Trancoso
O Pelourinho de Trancoso localiza-se em frente à antiga Câmara Municipal, no largo de Trancoso, no centro da freguesia de Alvarenga, no município de Arouca, Distrito de Aveiro, Área Metropolitana do Porto, Região do Norte.
O Pelourinho de Trancoso (Alvarenga) encontra-se classificado como Imóvel de Interesse Público desde 11 de outubro de 1933 pelo Decreto nº 23.122.

## História
Na época da sua construção, 1580 (ou 1590), conforme data nele inscrita, a freguesia de Alvarenga era sede de um pequeno concelho, composto por Alvarenga, Canelas e Janarde que seriam integradas no concelho de Arouca aquando da reforma administrativa de Passos Manuel em 1836. O foral, assinado por D. Manuel I deste concelho extinto data de 1514, de 2 de maio.

## Características
Monumento quinhentista, assente sobre uma base circular com três degraus, é constituído por uma coluna de fuste cilíndrico e liso, encimado por uma estrutura com gola, onde se inscreve o escudo nacional, datado de 1580.